# Poslanci Legislature XXVIII Kraljevine Italije
Seznam poslancev X Legislature Kraljevine Italije, imenovanih z volitvami leta 1929.
- Benito Mussolini

A
- Giacomo Acerbo
- Matteo Adinolfi
- Antonio Albertini
- Gino Aldi Mai
- Alessandro Alessandrini
- Giovanni Battista Alezzini
- Dino Alfieri
- Ermanno Amicucci
- Francesco Angelini
- Umberto Antonelli
- Ageo Arcangeli
- Andrea Vincenzo Ardissone
- Fortunato Tommaso Arnoni
- Leandro Arpinati
- Filippo Ascenzi
- Mario Ascione
- Alberto Asquini

B
- Giovanni Baccarini
- Iti Bacich
- Domenico Bagnasco
- Federico Baistrocchi
- Italo Balbo
- Giovanni Banelli
- Carlo Baragiola
- Giuseppe Barattolo
- Michele Barbaro
- Bernardo Barbiellini Amidei
- Talete Barbieri
- Mario Barenghi
- Riccardo Barisonzo
- Ugo Barni
- Fernando Bartolini
- Alessandro Bartolomei
- Francesco Bascone
- Carlo Emanuele Basile
- Luigi Begnotti
- Ernesto Belloni
- Giuseppe Belluzzo
- Domenico Bennati
- Antonio Stefano Benni
- Giovanni Berta
- Daniele Bertacchi
- Augusto Bette
- Bruno Biagi
- Dionigi Biancardi
- Fausto Bianchi
- Michele Bianchi
- Giuseppe Bianchini
- Giovanni Battista Bibolini
- Antonio Bifani
- Antonio Bigliardi
- Luigi Bilucaglia
- Tommaso Bisi
- Gian Alberto Blanc
- Emilio Bodrero
- Pietro Bolzon
- Carlo Raffaele Bombrini
- Guido Bonaccini
- Italo Bonardi
- Ugo Bono
- Rodolfo Borghese
- Luigi Borgo
- Francesco Borrelli
- Biagio Borriello
- Giuseppe Bottai
- Edoardo Brescia
- Alfredo Bruchi
- Domenico Brunelli
- Giuseppe Bruni
- Vincenzo Buronzo
- Carlo Buttafochi

C
- Francesco Caccese
- Gino Cacciari
- Sante Caldieri
- Augusto Calore
- Celso Calvetti
- Alberto Calza Bini
- Gabriele Canelli
- Roberto Cantalupo
- Giovanni Cao
- Massimo Capialbi
- Pietro Capoferri
- Luigi Capri Cruciani
- Antonello Caprino
- Giuseppe Caradonna
- Aristide Carapelle
- Egisto Cardella
- Tullio Cariolato
- Ettore Cartoni
- Mario Carusi
- Vincenzo Casalini
- Basilio Cascella
- Niccolò Castellino
- Franco Catalani
- Paolo Ceci
- Tobia Ceserani
- Ignazio Chiarelli
- Angelo Chiarini
- Pietro Chiesa
- Giorgio Alberto Chiurco
- Costanzo Ciano
- Livio Ciardi
- Francesco Ciarlantini
- Ezio Cingolani
- Ugo Clavenzani
- Cesare Colbertaldo
- Leonida Colucci
- Eugenio Coselschi
- Carlo Costamagna
- Michele Crisafulli Mondìo
- Guido Cristini
- Augusto Crò
- Araldo Crollalanza
- Bramante Cucini

D
- Leonardo D'Addabbo
- Antonino d'Angelo
- Mario d'Annunzio
- Niccolò De Carli
- Ferdinando De Cinque
- Paolo De Cristofaro
- Pietro De Francisci
- Edmondo Del Bufalo
- Carlo Del Croix
- Riccardo De La Penne
- Vittorio Della Bona
- Augusto De Marsanich
- Alfredo De Marsico
- Augusto De Martino
- Leonello De Nobili
- Alfredo Dentice Di Frasso
- Carlo Radio De Radiis
- Alberto De Stefani
- Marcello Diaz
- Giacomo Di Giacomo
- Salvatore Di Marzo
- Vito Di Marzo
- Gastone Di Mirafiori Guerrieri
- Lino Domeneghini
- Guido Donegani
- Beniamino Donzelli
- Vittorio Ducrot
- Alessandro Dudan
- Gian Giuseppe Durini

E
- Alessandro Elefante
- Francesco Ercole

F
- Giovanni Fabbrici
- Enrico Fancello
- Amedeo Fani
- Umberto Fantucci
- Roberto Farinacci
- Enrico Felicella
- Felice Felicioni
- Saverio Fera
- Silvio Ferracini
- Giacomo Ferretti
- Lando Ferretti
- Pietro Ferretti
- Francesco Ferri
- Giulio Fier
- Arnaldo Fioretti
- Ermanno Fioretti
- Julio Fornaciari
- Nicola Forti
- Luigi Maria Foschini
- Davide Fossa
- Guido Franco
- Mario Fregonara
- Giuseppe Frignani
- Francesco Fusco

G
- Camillo Gabasio
- Ercole Gaddi Pepoli
- Livio Gaetani di Laurenzana
- Luigi Gangitano
- Alberto Garelli
- Girolamo Gargiolli
- Ezio Garibaldi
- Cesare Genovesi
- Alberto Geremicca
- Vittorio Gervasi
- Bartolo Gianturco
- Giuseppe Giardina
- Alfredo Giarratana
- Dante Gibertini
- Dante Giordani
- Balbino Giuliano
- Francesco Giunta
- Pietro Giunti
- Domenico Giuriati
- Giovanni Giuriati
- Carlo Gnocchi
- Alessandro Gorini
- Giovanni Gorio
- Dino Grandi
- Ezio Maria Gray
- Umberto Guglielmotti
- Dario Guidi
- Guido Guidi Buffarini

I
- Mario Iannelli
- Ulisse Igliori
- Giovanni Battista Imberti
- Ambrogio Irianni

J
- Guglielmo Josa
- Guido Jung

L
- Giuseppe Landi
- Luigi Lanfranconi
- Ferruccio Lantini
- Ettore Leale
- Pier Silverio Leicht
- Valentino Leonardi
- Antonio Leoni
- Alessandro Lessona
- Mattia Limoncelli
- Gerardo Locurcio
- Luigi Lojacono
- Adriano Lualdi
- Osvaldo Lucchini
- Italo Lunelli
- Dario Lupi
- Aldo Lusignoli

M
- Renato Macarini Carmignani
- Giovanni Battista Madia
- Carlo Maria Maggi
- Giuseppe Maggio
- Iginio Maria Magrini
- Roberto Maltini
- Edoardo Malusardi
- Angelo Manaresi
- Leonardo Mandragora
- Guido Manganelli
- Vico Mantovani
- Giovanni Maracchi
- Maurizio Maraviglia
- Corrado Marchi
- Alberto Mario Marcucci
- Virginio Marelli
- Giovanni Maresca di Serra Capriola
- Arturo Marescalchi
- Lare Marghinotti
- Giovanni Marinelli
- Annibale Marini
- Alessandro Mariotti
- Dionigi Marquet
- Alessandro Martelli
- Egilberto Martire
- Paolo Mattei Gentili
- Guido Mazza de' Piccioli
- Giuseppe Mazzini
- Alessandro Mazzucotelli
- Giacomo Medici Del Vascello
- Alessandro Melchiori
- Bruno Mendini
- Giuseppe Messina
- Nazareno Mezzetti
- Filippo Mezzi
- Gabriele Michelini di San Martino
- Giovanni Milani
- Luciano Miori
- Girolamo Misciattelli
- Cesare Molinari
- Giovanni Monastra
- Eugenio Morelli
- Giuseppe Morelli
- Giuseppe Moretti
- Giacinto Motta
- Raffaele Mottola
- Giuseppe Mulè
- Giuseppe Muscatello
- Mario Muzzarini

N
- Guido Natoli
- Ferdinando Negrini
- Angelo Nicolato

O
- Costantino Oggianu
- Gino Olivetti
- Roberto Olmo
- Cipriano Efisio Oppo
- Paolo Orano
- Biagio Orlandi
- Valentino Orsolini Cencelli

P
- Biagio Pace
- Giovanni Pala
- Vito Palermo
- Paolo Palmisano
- Sergio Panunzio
- Francesco Paoloni
- Raffaele Paolucci
- Carlo Parea
- Pietro Parisio
- Ugo Parodi Giusino di Belsito
- Gabriele Parolari
- Mario Pasti
- Giuseppe Pavoncelli
- Vittorio Peglion
- Ludovico Pellizzari
- Filippo Pennavaria
- Pietro Peretti
- Amedeo Perna
- Raffaele Pescione
- Antonio Pesenti
- Carlo Peverelli
- Liberato Pezzoli
- Gino Pierantoni
- Ferdinando Pierazzi
- Gaetano Pirrone
- Pietro Pisenti
- Gaetano Polverelli
- Gian Giacomo Ponti
- Giorgio Porro Savoldi
- Gaetano Postiglione
- Ettore Pottino Di Capuano
- Amilcare Preti
- Gian Battista Protti
- Umberto Puppini
- Antonio Putzolu

R
- Mario Racheli
- Riccardo Raffaeli
- Remo Ranieri
- Romolo Raschi
- Luigi Razza
- Giuseppe Redaelli
- Gaetano Re David
- Alberto Redenti
- Giuseppe Restivo
- Raffaele Riccardi
- Vincenzo Ricchioni
- Renato Ricci
- Roberto Ricciardi
- Luigi Ridolfi
- Giuseppe Righetti
- Salvatore Riolo
- Ladislao Rocca
- Alfredo Rocco
- Michele Romano
- Ruggero Romano
- Carlo Roncoroni
- Ettore Rosboch
- Amilcare Rossi
- Edmondo Rossoni
- Edoardo Rotigliano

S
- Acuzio Sacconi
- Giunio Salvi
- Pietro Salvo
- Nicola Sansanelli
- Aicardo Santini
- Alessandro Sardi
- Vincenzo Savini
- Luigi Scarfiotti
- Salesio Schiavi
- Carlo Scorza
- Luciano Scotti
- Adelchi Serena
- Cesare Serono
- Arrigo Serpieri
- Arnaldo Sertoli
- Arduino Severini
- Pasquale Sirca
- Arrigo Solmi
- Carmine Sorgenti degli Uberti
- Domenico Spinelli
- Francesco Stame
- Achille Starace
- Giuseppe Steiner
- Cinzio Storace
- Fulvio Suvich

T
- Giuseppe Tallarico
- Michele Tanzini
- Alessandro Tarabini
- Giuseppe Tassinari
- Vincenzo Tecchio
- Attilio Teruzzi
- Gianfranco Tosi
- Antonio Trapani Lombardi
- Vittorio Tredici
- Emanuele Trigona
- Francesco Giustino Troilo
- Francesco Tullio
- Cesare Tumedei
- Augusto Turati

U
- Filippo Ungaro

V
- Nicola Vacchelli
- Valerio Valery
- Ercole Varzi
- Nicolino Vascellari
- Giovanni Vaselli
- Ernesto Vassallo
- Severino Vassallo
- Rodolfo Vecchini
- Tommaso Ventrella
- Alberto Verdi
- Zeno Verga
- Francesco Vergani
- Vittorio Vezzani
- Guido Viale
- Giovanni Vianino
- Arnaldo Viglino
- Gaetano Vinci

Z
- Francesco Zaccaria-Pesce
- Alberto Zanicchi
- Gaetano Zingali
- Spartaco Zugni-Tauro De Mezzan